# Nikos Ntampizas
Nikos Ntampizas, a volte traslitterato come Nikos Dabizas (in greco: Νίκος Νταμπίζας; Ptolemaida, 3 agosto 1973), è un ex calciatore greco, di ruolo difensore, campione d'Europa con la nazionale greca nel 2004.

## Carriera

### Club

#### Inizi e Olympiakos
Dabizas firmò il suo primo contratto come calciatore all'età di 16 anni, benché non avesse mai sognato di diventare un professionista. Giocò con i dilettanti dell'Hermes prima di firmare, a 18 anni, per il Pontioi Verias, squadra di terza divisione.
A 21 anni ricevette un'offerta dall'Olympiakos. Si trasferì così ad Atene e con l'Olympiacos vinse 2 campionati greci e debuttò in Champions League.

#### Newcastle e Leicester City
Nel 1998 si trasferì in Inghilterra, al Newcastle Utd. Con i Magpies il 24 febbraio 2002 segnò il gol che diede la vittoria per 1-0 nel derby con il Sunderland. Dopo essere rimasto escluso dalla prima squadra, Dabizas decise di trasferirsi in un altro club.
Tuttavia un incidente automobilistico gli impedì di cambiare squadra durante il mercato estivo e così si trasferì al Leicester City nel gennaio 2003, rifiutando l'offerta dell'Arsenal.
Dabizas al Leicester ricominciò a giocare con regolarità, ma a fine stagione la squadra retrocedette in Division One. Dopo il vittorioso Europeo 2004 dovette scegliere, come prevedeva il contratto in caso di retrocessione, se restare al Leicester City o andare in un altro club. Decise di rimanere e contribuì alla promozione della sua squadra in Premier League.

#### Larissa
Nell'agosto del 2005 Dabizas firmò un contratto di 3 anni con il Larissa, ritornando così in patria. Nel 2007 ha vinto con il Larissa la Coppa di Grecia dopo una sua ottima prestazione in finale con la fascia di capitano al braccio. Nell'estate 2008 Dabizas prolungò il suo contratto con il Larissa per altri 2 anni, raggiungendo la 5ª posizione nel campionato greco. Nella stagione 2009/2010, Dabizas ha contribuito alla salvezza dell'Larissa, dopo un inizio non brillante la squadra chiuse al decimo posto, seguito alnche dal cambio di allenatore, infatti alla metà di marzo Ioannis Papakostas subentra a Marinos Ouzounidīs. Nell'estate 2010, Dabizas firma un altro contratto per un anno con il Larissa per la sesta stagione, diventando il club dove ha militato più a lungo nella sua carriera.

## Palmarès

### Club
- Campionato greco: 2

Olympiakos: 1996-1997, 1997-1998
- Coppa di Grecia: 1

Larissa: 2006-2007

### Nazionale
- Campionato d'Europa: 1

2004